# Pierre (41)
Pour les articles homonymes, voir Pierre.
Pierre (41) est une série télévisée de 3 épisodes de 26 minutes créée par Jimmy Halfon et Tristan Séguéla et diffusée en juin 2007 sur Canal+.

## Fiche technique
- Titre : Pierre (41)
- Réalisation : Jimmy Halfon, Tristan Séguéla
- Scénario : Jimmy Halfon, Tristan Séguéla
- Producteur : Gilles Galud (La Parisienne d'Images)
- Directeur de la photographie : David Quesemand
- Chef Décorateur : Bruno Girard
- Steadycamer :
- Musique Originale :
- Pays d'origine : France
- Genre : Série d'animation
- Durée : 3x26 minutes

## Distribution
- Régis Royer : Pierre 41
- Georges Ser : Alain Delaunay
- Anatole Thibault : Kaplan
- Francis Leplay : Eric Wong
- Christèle Tual : Christine Broc